# Serphites paradoxus
Serphites paradoxus is een vliesvleugelig insect uit de familie Serphitidae. De wetenschappelijke naam is voor het eerst geldig gepubliceerd in 1937 door Brues.